# Robert L. Rausch
Robert Lloyd Rausch (geboren am 20. Juli 1921 in Marion, Ohio; gestorben am 6. Oktober 2012 in Bainbridge Island, Washington) war ein US-amerikanischer Parasitologe, Mammaloge und Veterinärmediziner.

## Ausbildung
Robert L. Rausch begann seine akademische Ausbildung an der Ohio State University, an der er 1942 den akademischen Grad eines Bachelors in Zoologie und Entomologie und 1945 einen Abschluss als Tierarzt (DVM, Doctor of Veterinary Medicine) erlangte. Sein weiteres Studium der Parasitologie und des Wildtiermanagements führte ihn 1946 zu einem Master of Science der Michigan State University und 1949 zu einem Doktortitel der University of Wisconsin.

## Berufliche Laufbahn
Ende 1948 nahm Robert L. Rausch seine Tätigkeit als Senior Assistant Scientist beim Alaska Health Research Center (AHRC) des United States Public Health Service (USPHS) in Anchorage im Alaska-Territorium auf. Seinerzeit bestand nur eine geringe Kenntnis von der Diversität der Krankheitserreger und ihren Übertragungswegen auf den Menschen. Rauschs Aufgabe bestand in der Erforschung zoonotischer Erkrankungen der indigenen Bevölkerung. Im Rahmen seiner Tätigkeit führte er umfangreiche Freilandstudien in der Brookskette, der Region North Slope und auf der Sankt-Lorenz-Insel durch. Er verbrachte viel Zeit mit Angehörigen des Volkes der Iñupiat, deren Unterstützung ihm bei seinen Forschungen in der Natur Alaskas half. Gelegentlich begleitete er die letzten umherziehenden Nomadengruppen durch die Wildnis.
Von 1967 bis 1974 war Robert L. Rausch Leiter der Abteilung für Infektionskrankheiten des AHRC in Fairbanks und lehrte gleichzeitig, bis 1975, an der University of Alaska Fairbanks. Ab 1975 arbeitete er in Kanada in der Abteilung für Veterinärmedizinische Mikrobiologie des Western College of Veterinary Medicine der University of Saskatchewan. 1978 wechselte er an die University of Washington und lehrte bis 1992 in den Abteilungen für Pathobiologie und für Komparative Medizin. Seither führte er den Titel eines Professor Emeritus.
Neben seiner Forschungsarbeit und Lehrtätigkeit diente Rausch als Berater für zahlreiche nationale und internationale Organisationen zu Fragen des öffentlichen Gesundheitswesens, der zoonotischen Erkrankungen und der Polarbiologie. Zu den von ihm beratenen Körperschaften gehörten Gremien der Weltgesundheitsorganisation und der Pan American Health Organization, die National Science Foundation, die National Academy of Sciences und die Regierung der Volksrepublik China.
Von 1976 bis 1978 war Robert L. Rausch Mitglied des Leitungsgremiums der Wildlife Disease Association. Die American Society of Parasitologists wählte ihn 1982 zu ihrem Vizepräsidenten und 1984 zu ihrem Präsidenten, jeweils für eine Amtszeit von einem Jahr.

## Forschungen
Robert L. Rausch leistete während seiner Tätigkeit in Alaska in den 1940er und 1950er Jahren Pionierarbeit bei der Erforschung der alveolären Echinokokkose, die unter den Inuit einiger Gebiete gehäuft auftrat. Seine Forschungen in Nordamerika und die von Hans Vogel am Hamburger Institut für Tropenmedizin führten zur Entdeckung des Fuchsbandwurms als Erreger der Krankheit und zum Aufklären seines Lebenszyklus. Damit wurde ein fast einhundert Jahre währender Streit unter Parasitologen beigelegt. Seine Forschungen zu Echinokokken erbrachten als ein Ergebnis die Entdeckung und Erstbeschreibung – gemeinsam mit Jon J. Bernstein – von Echinococcus vogeli, dem in Lateinamerika verbreiteten Erreger der polyzystischen Echinokokkose. Weitere Arbeitsbereiche Rauschs waren Zoonosen wie die Trichinellose, Tollwut, Brucellose und Tularämie.
Rausch legte schon früh großen Wert auf die internationale Zusammenarbeit. Seit den 1960er Jahren pflegte er intensiven Kontakt zu sowjetischen Kollegen und bereiste wiederholt Sibirien. Bis heute ist der Name Robert L. Rausch untrennbar mit der Erforschung der Parasitenfauna und der Zoonosen der Polargebiete Alaskas und Ostsibiriens verbunden.
Rauschs wissenschaftliche Laufbahn währte mehr als 60 Jahre, und er verfasste bis wenige Jahre vor seinem Tod mehr als 300 Aufsätze und Buchkapitel. Er führte einen großen Teil seiner Forschungen gemeinsam mit seiner Ehefrau Virginia R. Rausch durch, die ihn überlebte. Die von dem Ehepaar Rausch angelegte Sammlung von überwiegend parasitischen Würmern besteht aus mehr als 60.000 Objekten, in Alkohol konserviert, auf Glasträgern und Präparaten für die Rasterelektronenmikroskopie. Sie bildete als Robert L. and Virginia R. Rausch Helminthological Collection den Grundstock der 2011 eingerichteten Parasitensammlung des Museum of Southwestern Biology der University of New Mexico. Weitere 4.000 Präparate von Säugetieren sind ebenfalls in diesem Museum. Fast 800 Inventarpositionen, darunter 133 Typenserien, befinden sich in der United States National Parasite Collection.

## Auszeichnungen
- Henry Baldwin Ward Medal der American Society of Parasitologists (1961)
- Verleihung der Meritorious Service Medal des United States Public Health Service (1965)
- Einrichtung der Robert and Virginia Rausch Visiting Professorship, einer Gastprofessur des Western College of Veterinary Medicine der University of Saskatchewan (1978)
- K. F. Meyer Award der American Veterinary Epidemiology Association (1979)
- Distinguished Service Award der Wildlife Disease Association (1983)
- Arctic Science Prize des North Slope Borough (1984)
- Ehrendoktortitel der University of Saskatchewan (1985)
- Ehrendoktortitel der University of Alaska Fairbanks (1987)
- Ehrendoktortitel der Vetsuisse-Fakultät der Universität Zürich (1992)
- Distinguished Alumnus der Ohio State University (1994)
- Distinguished Service Award der American Society of Parasitologists (2001)
- Public Service Award der American Veterinary Medical Association (2009)
- Ernennung zum Eminent Parasitologist durch die American Society of Parasitologists (2011)[1][2][3]

## Dedikationsnamen (Auswahl)
- Corynosoma rauschi Golvan 1958 (Palaeacanthocephala, Polymorphidae)
- Ceratophyllus rauschi Holland 1960 (Siphonaptera, Ceratophyllidae)
- Acantocephalus rauschi (Schmidt 1969) (Palaeacanthocephala, Echinorhynchidae)
- Latagophthirus rauschi Kim & Emerson 1974 (Phthiraptera, Echinophthiriidae)
- Alcicornis rauschi Gupta & Jain 1993 (Trematoda, Bucephalidae)

## Erstbeschreibungen (Auswahl)
- Echinococcus vogeli Rausch & Bernstein 1972 (Cestoda, Taeniidae)
- Ectopocephalium abei Rausch & Ohbayashi 1974 (Cestoda, Anoplocephalidae)
- Schizorchis nepalensis Rausch & Smirnowa 1984 (Cestoda, Anoplocephalidae)
- Schizorchis ryzhikovi Rausch & Smirnowa 1984 (Cestoda, Anoplocephalidae)
- Haemodipsis brachylagi Durden & Rausch 2007 (Phthiraptera, Polyplacidae)
- Sorex rowheri Rausch, Feagin & Rausch 2007 (Mammalia, Soricidae)

## Veröffentlichungen (Auswahl)
- Notes on the Nuamiut Eskimo and mammals of the Anaktuvuk Pass Region, Brooks Range, Alaska. In: Arctic 1951, Band 4, S. 146–196, doi:10.14430/arctic3943.
- On the ecology and distribution of Echinococcus spp. (Cestoda: Taeniidae) and characteristics of their development in the intermediate host. In: Annales de parasitologie humaine et comparée 1967, Band 42, Nr. 1, S. 19–63, doi:10.1051/parasite/1967421019.
- Trichinosis in the Arctic. In: Sylvester E. Gould (Hrsg.): Trichinosis in man and animals. Thomas, Springfield, IL 1970, S. 348–373, OCLC 01599782.